# ماناف

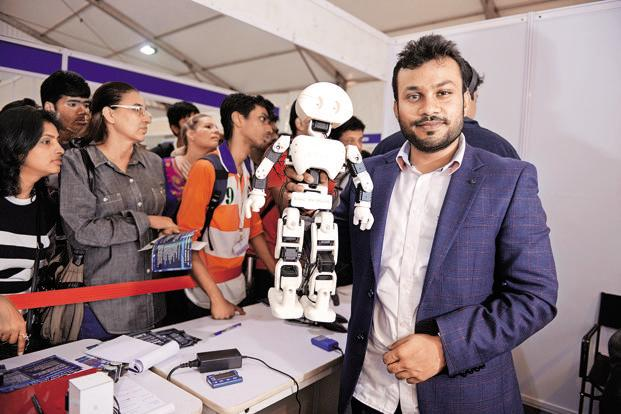
ديواكار فايش، مصمم روبوت ماناف، مع ماناف في مؤتمر التكنولوجيا بمومباي عام 2015

ماناف (بمعنى إنسان)، أول روبوت بشري يتم تصميمه في الهند، حيث تم تطويره في مختبر معاهد التدريب والبحث A-SET من قبل ديواكار فايش (رئيس معاهد البحث والروبوتات، ومعاهد التدريب والبحث في A-SET) في أواخر ديسمبر 2014. تم عرض ماناف للمرة الأولى للعامة في مؤتمر تك فست في مومباي نسخة 2014 - 2015.
تم تصميم الروبوت في شهرين فقط.

## التصميم
يصل طول ماناف حوالي 2 قدم ويبلغ وزنه 2 كيلو جرام ومجهز بنظامي معالجة المؤثرات البصرية والسمعية ليتمكن من الاستجابة للأوامر. يمتلك أيضا معالج داخلي وأجهزة استشعار تمكنه من أداء الأنشطة المختلفة مثل المشي والرقص بشرط صدور أمر صوتي.
يستطيع ماناف الرؤية الثنائية كالبشر وإدراك العمق والمنظور.
هيكل ماناف الخارجي مصمم من بلاستيك أكريلونتريل بوتادين ستايرين في مختبر الطباعة ثلاثية الأبعاد الخاصة بالمعهد
تتمتع ماناف بما مجموعه 21 درجة حرية، اثنتان منها لحركة الرأس لتوفير القدرة على الإيماء وإلقاء نظرة حولها ودرجة واحدة للخصر لإعطاءه حركة أكثر واقعيه تشبه حركة الإنسان.
يأتي الروبوت مزودًا ببطارية ليثيوم بوليمر قابلة لإعادة الشحن والتي يمكنها تشغيله لمدة ساعة واحدة. يمكن شراء بطاريات ذات سعة أكبر لإطاله زمن التشغيل لتتناسب مع طبيعة العمل.
الروبوت مجهز بخاصتي الواي فاي والبلوتوث لتسهيل عمليات الربط والتواصل.

## وصلات خارجية
- ماناف- أول روبوت يصمم في الهند.
- اختبار توازن ماناف أمام الجمهور.